# Universidad del Museo Social Argentino
La Universidad del Museo Social Argentino (UMSA) es una universidad privada de Argentina con sede en la Ciudad de Buenos Aires.

## Historia
El 5 de noviembre de 1956 fue fundada la Universidad del Museo Social Argentino por iniciativa del Presidente del Museo Social Argentino, Guillermo Garbarini Islas, como universidad privada.
La estructura académica de la Universidad está compuesta por cinco Facultades en donde se dictan más de 20 Carreras de Grado y ocho Carreras de Posgrado:
- Facultad de Ciencias Jurídicas y Sociales
- Facultad de Ciencias Económicas
- Facultad de Artes
- Facultad de Lenguas Modernas
- Facultad de Ciencias Humanas

## Oferta académica

### Grado
• Facultad de Ciencias Jurídicas y Sociales:
- Abogacía
- Licenciatura en Recursos Humanos
- Licenciatura de Trabajo Social
- Ciclo de Licenciatura en Periodismo
- Martillero Público y Corredor de Comercio (Pregrado)
• Facultad de Ciencias Económicas:
- Licenciatura en Administración
- Contador Público
- Licenciatura en Gestion Educativa
- Licenciatura en Negocios Digitales
- Licenciatura en Comercio Internacional
- Profesorado universitario
- Ciclo de Licenciatura en Comercio Internacional
• Facultad de Artes:
- Licenciatura en Peritaje y Valuación de Obras de Arte
- Licenciatura en Conservación y Restauración de Bienes Culturales
- Licenciatura en Curaduría e Historia de las Artes
- Licenciatura en Artes Visuales
- Profesorado en Artes Visuales
- Licenciatura en Museología y Gestión del Patrimonio Cultural
- Ciclo de Licenciatura en Museología y Gestión del Patrimonio Cultural
• Facultad de Lenguas Modernas:
- Traductorado Público en Idioma Inglés
- Interpretariado de Inglés
• Facultad de Ciencias Humanas:
- Licenciatura en Psicología
- Ciclo de Licenciatura en Psicopedagogía
- Licenciatura en Fonoaudiología
- Licenciatura en Servicio Social
- Ciclo de Profesorado Universitario

### Posgrado
• Facultad de Ciencias Jurídicas y Sociales:
- Doctorado en Ciencias Jurídicas
- Especialización de Derecho Procesal Penal 
- Especialización en Asesoramiento Empresario
• Facultad de Ciencias Económicas:
- Especialización en Tributación
• Facultad de Ciencias Humanas:
- Maestría en Aspectos Bioéticos y Jurídicos de la Salud
- Especialización en Violencia Familiar
- Especialización en Alteraciones del Lenguaje 
- Especialización en Audiología